# 水轉百戲
水转百戏，中国古代娱乐器具，魏晋宫廷百戏之一种。
三国时魏明帝曹叡大力提倡百戏，命博士马钧作司南车，水转百戏。马钧是关中机械制造家、发明家。马钧利用齿轮传动原理创制的一种水动力转动机械，为木偶模型。曹魏青龙三年（235年），马钧受诏制成，以大木雕成，其形若轮，平地施之，以水作动力。上有各种戏剧的人物和禽兽的造型，形象优美。设有女乐舞象，木人可击鼓。又作山岳，木人掷剑、倒立，出入自如。置百官行署、市井舂磨、斗鸡之状，变巧百端，称作“水转百戏”。